# Philippe Martinez (sindicalista)
Philippe Martinez, nacido el 1 de abril de 1961 en Suresnes, es un sindicalista francés, secretario general de la Confederación general del trabajo (CGT) desde el 3 de febrero de 2015 hasta el 31 de marzo de 2023.

## Biografía
Su padre, nacido en La Plaine Saint-Denis, combatió en las Brigadas Internacionales durante la guerra civil española en 1936. Su madre es originaria de Santander.
Fue al colegio en Rueil-Malmaison en los suburbios del oeste de París. Su compromiso sindical comienza desde el instituto: se apunta a las Juventudes comunistas y después al Partido Comunista Francés.

### Carrera profesional
Técnico de la metalurgia, trabaja a partir de 1982 en la fábrica Renault de Boulogne-Billancourt, y después es trasladado al centro de investigación de motores de Rueil-Malmaison.
Es nombrado delegado central Confederación General del Trabajo (CGT) de Renault.
Abandona el Partido Comunista Francés en 2002, debido a su desacuerdo con Robert Hue que deseaba suprimir las secciones de este partido político en las empresas.
En 2008, es elegido secretario general de la Federación de Trabajadores Metalúrgicos de la CGT (FTM-CGT), la tercera federación más grande del sindicato, con 60 000 inscritos.
En 2013, es elegido miembro de la comisión ejecutiva de la CGT.

### Secretario general de la CGT
Sondeado en enero de 2015 para suceder a Thierry Lepaon, y hasta ese momento poco conocido por el público en general, su equipo habría sido juzgado demasiado cercano al equipo saliente, pero obtiene el 57,5 % de los sufragios del Comité Confederal Nacional (eran necesarios dos tercios) gracias a su compañera, Nathalie Gamiochipi, que le aporta los votos de la federación CGT de la sanidad que dirigía, aunque su federación estuviera en contra. Es elegido secretario general de la CGT el 3 de febrero de 2015 por el Comité Confederal Nacional de la organización sindical con el 93,4 % de los votos.
Encarnando la base y una línea radical está, según Le Figaro y Libération, abierto al diálogo social y atado a la estrategia tradicional del sindicato. No obstante, el periódico Les Échos subraya que, no siendo miembro del Partido Comunista Francés desde 2002, es «el primer secretario general de la CGT [en ese caso] desde 1946» lo que marca «un paso en el distanciamiento entre las dos organizaciones» aunque no haya resultado favorecedor a la social-democracia. Es también el primer técnico, y no obrero, al frente de la central.

## Posicionamientos
Elegido secretario general de la CGT, Philippe Martinez propone generalizar el paso a las 32 horas laborales por semana.

## Controversias
Durante el conflicto en torno al proyecto de la "ley del Trabajo", la Filpac-CGT (Federación de los Trabajadores de las Industrias del Libro, del Papel y de la Comunicación) impuso al conjunto de los diarios nacionales la publicación, el 26 de mayo de 2016, de una tribuna de Philippe Martinez titulada «¡La modernidad es el progreso social, no la ley del Trabajo! » El conjunto de la prensa nacional, con la excepción del periódico L'Humanité se negó a publicar el texto. La Filpac entonces votó una huelga que pretendía impedir la publicación de los diarios nacionales que se negaran a publicar esta tribuna. Los directores de los diarios nacionales y el sindicato de la prensa diaria nacional criticaron durante esta acción, en nombre de la libertad de prensa Recordando que los periódicos no habían salido ya el 31 de marzo y el 28 de abril, el sindicato de la prensa diaria nacional (SPQN) calificó por su parte la situación de "toma de rehenes".

## Vida privada
Es la pareja de Nathalie Gamiochipi, antigua secretaria general de la CGT Salud, segunda federación de la CGT con cerca de 75.000 afiliados. El 24 de marzo de 2015, Nathalie Gamiochipi es destituida, así como todos los demás miembros de la dirección de la federación, por haber votado el 13 de enero por un nuevo Comité Confederal que propusiera como secretario general a Philippe Martinez, mientras que la víspera los miembros de esta federación habían votado en contra al 76%